# 동백꽃 피고지고
동백꽃 피고지고는 1970년 공개된 대한민국의 영화이다.

## 배역
- 신성일
- 김지미
- 김정훈